# Complexo Histórico da Grande Convenção
O Complexo Histórico da Grande Convenção é uma construção colonial localizada em Ocaña, Norte de Santander. Está constituído pelo templo de São Francisco, o convento adjacente e a plazoleta da Grande Convenção. Sua construção começou em 1584 pela ordem religiosa dos franciscanos. No complexo teve lugar a Grande Convenção de 1828, no que se reuniram os partidários de Simón Bolívar, o presidente interino Francisco de Paula Santander, e outros próceres da independência com o fim de reformar a constituição de 1821. 
O claustro atualmente abriga ao Museu da Grande Convenção, a biblioteca “Luis Eduardo Páez Courvel" e os escritórios da Academia de História de Ocaña. Foi declarado Monumento Nacional em setembro de 1937.

## Histórico
Antigamente a edificação era formada pelo convento dos franciscanos e o templo religioso. Sua construção se iniciou em 1584, mas só terminou em meados do século XVII. Os franciscanos usaram o convento para várias tarefas como o doutrinamento de indígenas, a celebração de atos religiosos, a instrução a jovens; especialmente dedicada à gramática e retórica, ou como lugar penitenciário.
A partir de 1849, com a criação da Província de Ocaña e a posta em marcha das políticas liberais, o convento é suprimido e entregado à municipalidade para fins educacionais. Inicialmente, funcionaram no antigo claustro os primeiros colégios públicos de Ocaña. Em 1890 estabelece-se no claustro o Colégio para meninas das Reverendas Irmãs da Apresentação Desde essa data o colégio seguiu funcionando regularmente até que as irmãs se mudaram para uma sede mais moderna no ano 1974. O templo por outro lado manteve sua função religiosa, servindo essencialmente como lugar de culto.
Mediante a lei 10 de 1977 do Governo Nacional, cria-se o Museu Histórico da Grande Convenção, sob administração inicial do Ministério de Obras Públicas e Transporte e a Academia de História de Ocaña. Determina-se que o complexo e a plazoleta fossem remodelados e que igualmente se recuperassem no mais possível os objetos que fizeram parte da antiga convenção, bem como a adaptação de suas instalações para cumprir com sua nova função. A Lei também determinou que no complexo abrigasse também a Academia de Ocaña e a Biblioteca Pública “Luis Eduardo Páez Courvel".